# Dubbellucht

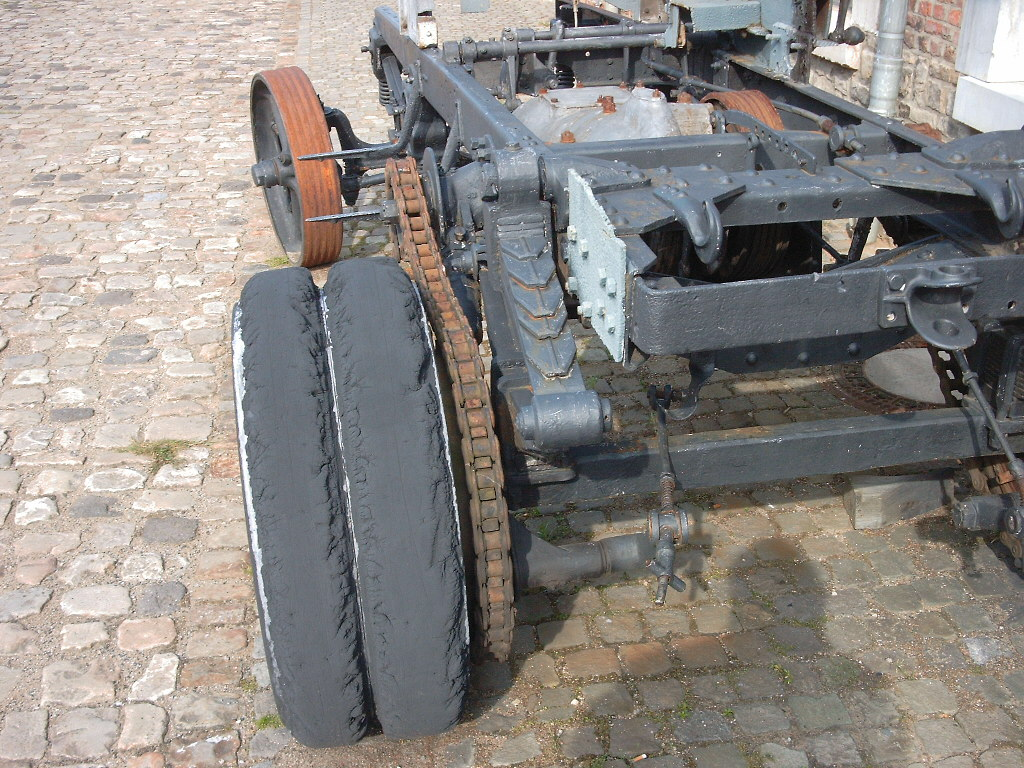
Dubbellucht uit 1910, het rollend chassis van een Mannesmann-MULAG-vrachtwagen. Van dubbel-lucht is hier strikt genomen geen sprake, de banden zijn massief.

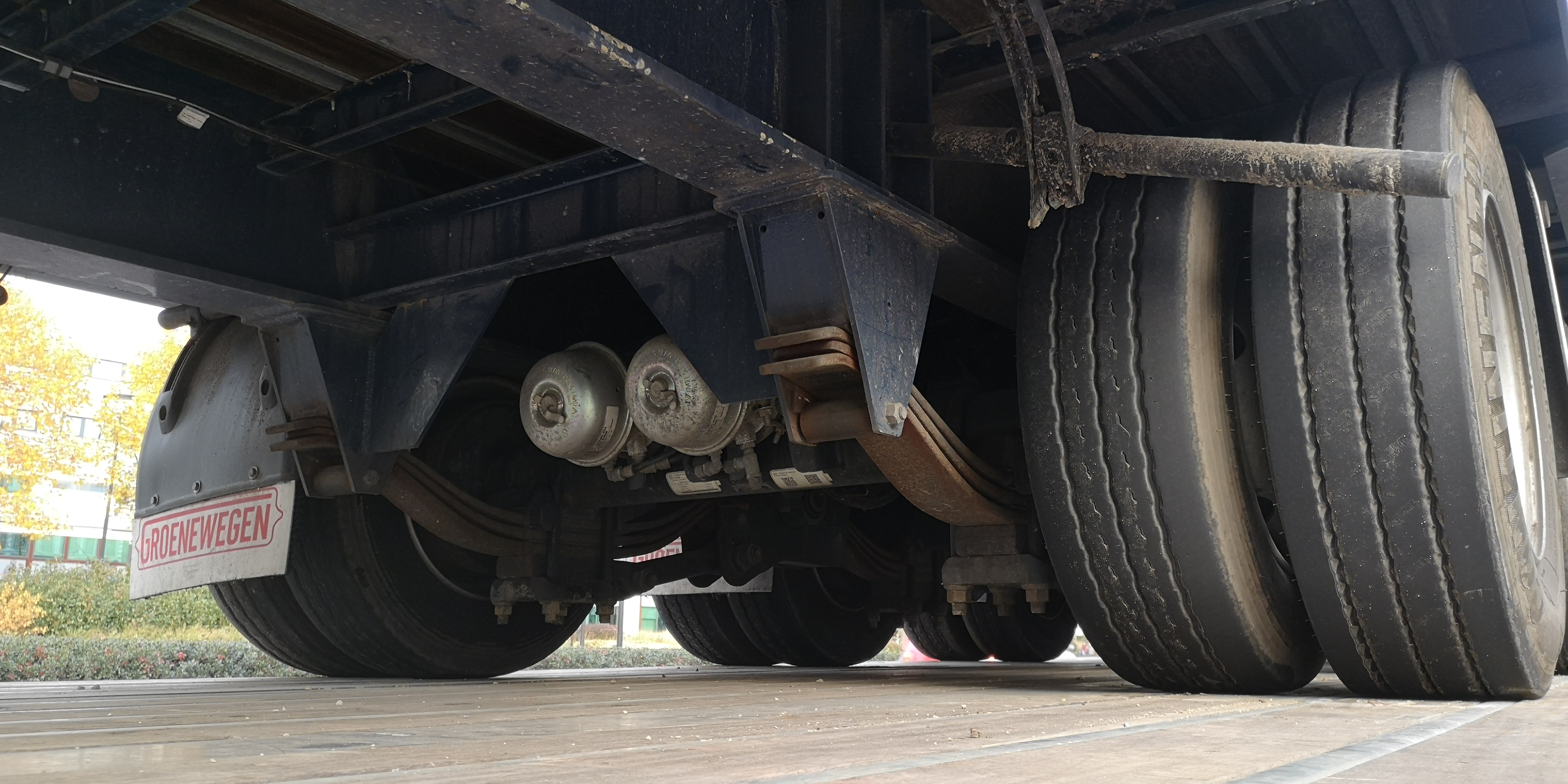
Drieassige oplegger, dubbellucht, ophanging met bladveren. De oplegger staat geparkeerd bovenop een identiek exemplaar.

Bekende configuratie voor trekker met oplegger in het Europees internationaal transport. In de 21e eeuw hebben drieassige opleggers gewoonlijk enkellucht op een gestuurde as of op alle assen.

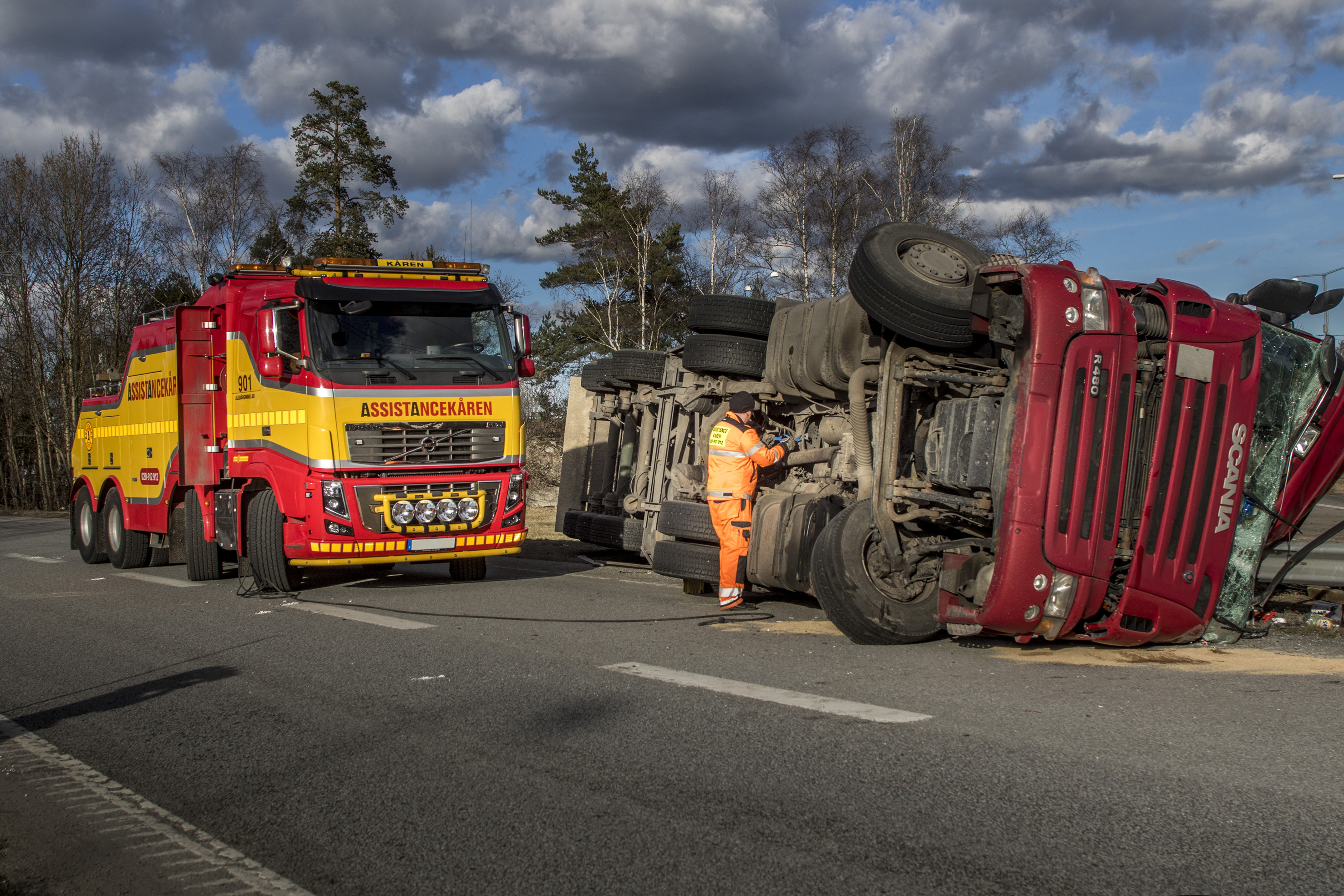
De achteras van de gekantelde trekker is uitgevoerd met dubbellucht, de oplegger heeft supersingles

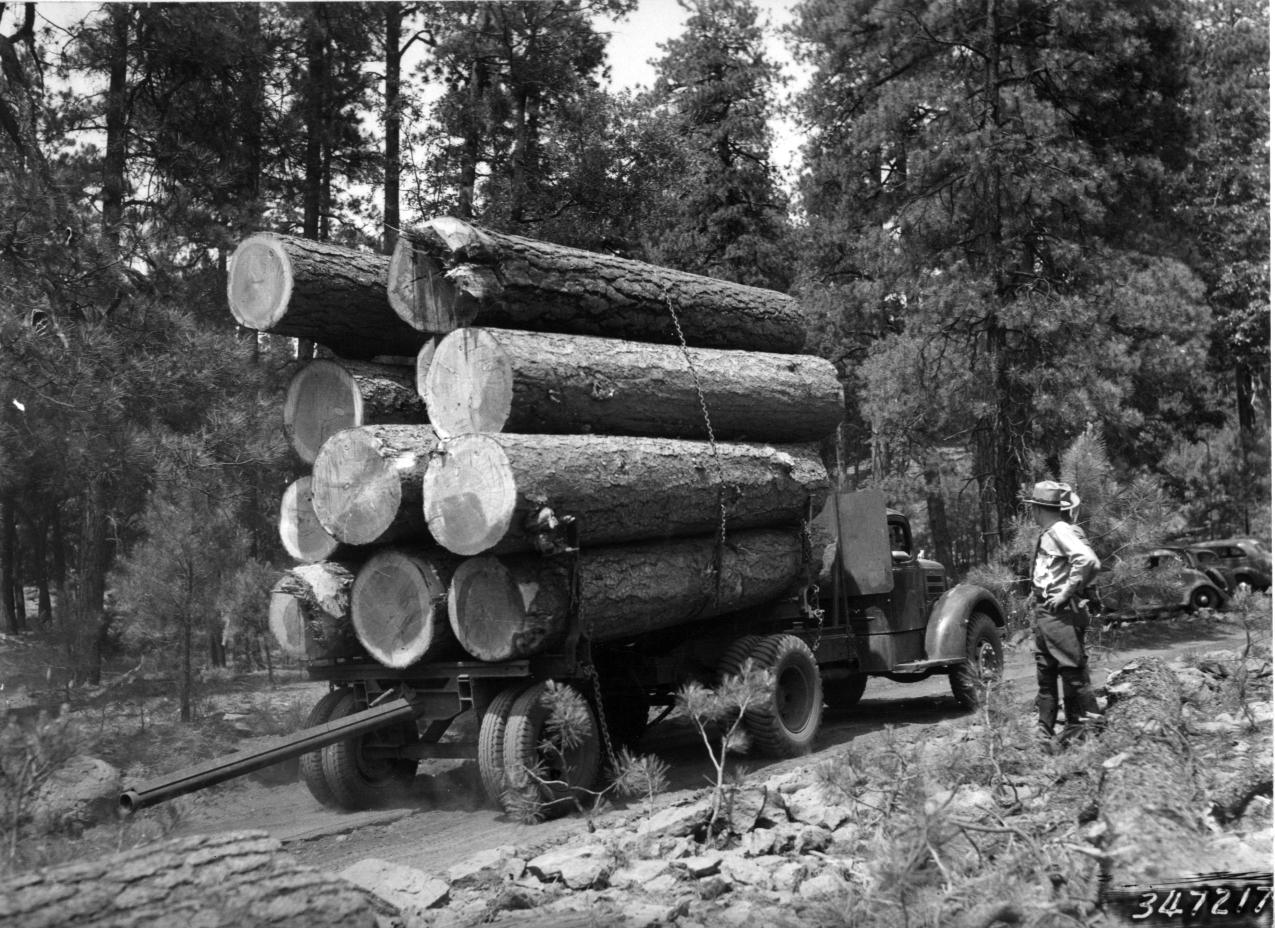
Al in 1937 koos men de banden doelgericht: op de trekas dwarsprofiel voor grip, op de oplegger langsprofiel voor minder rolweerstand en een soepele loop

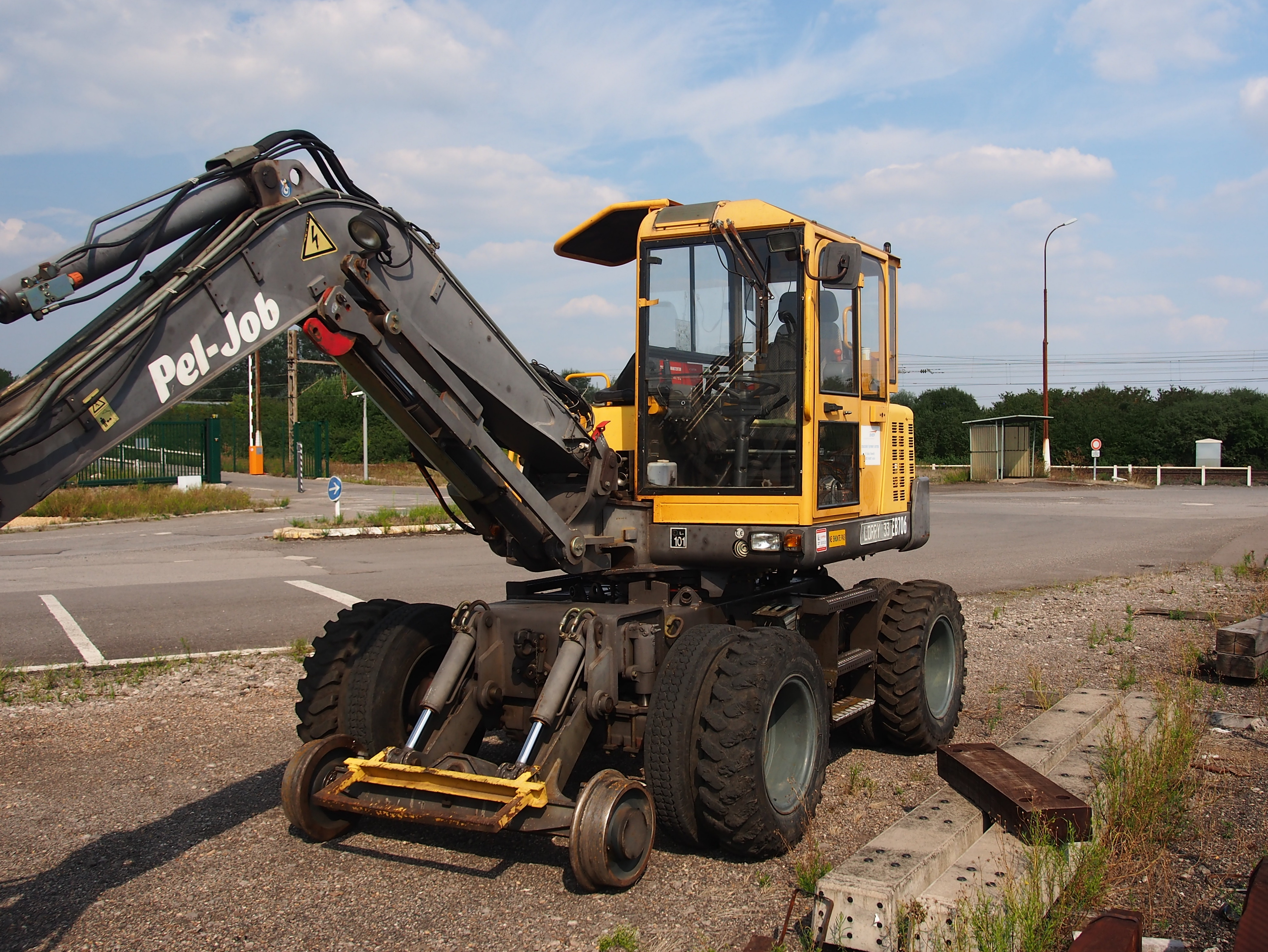
Een krol, een machine die met een hydraulisch hefbaar hulpstuk op spoorrails kan rijden, waarbij de binnenste luchtbanden over de rails gaan en de aandrijving verzorgen.De buitenste banden zijn terreinbanden.

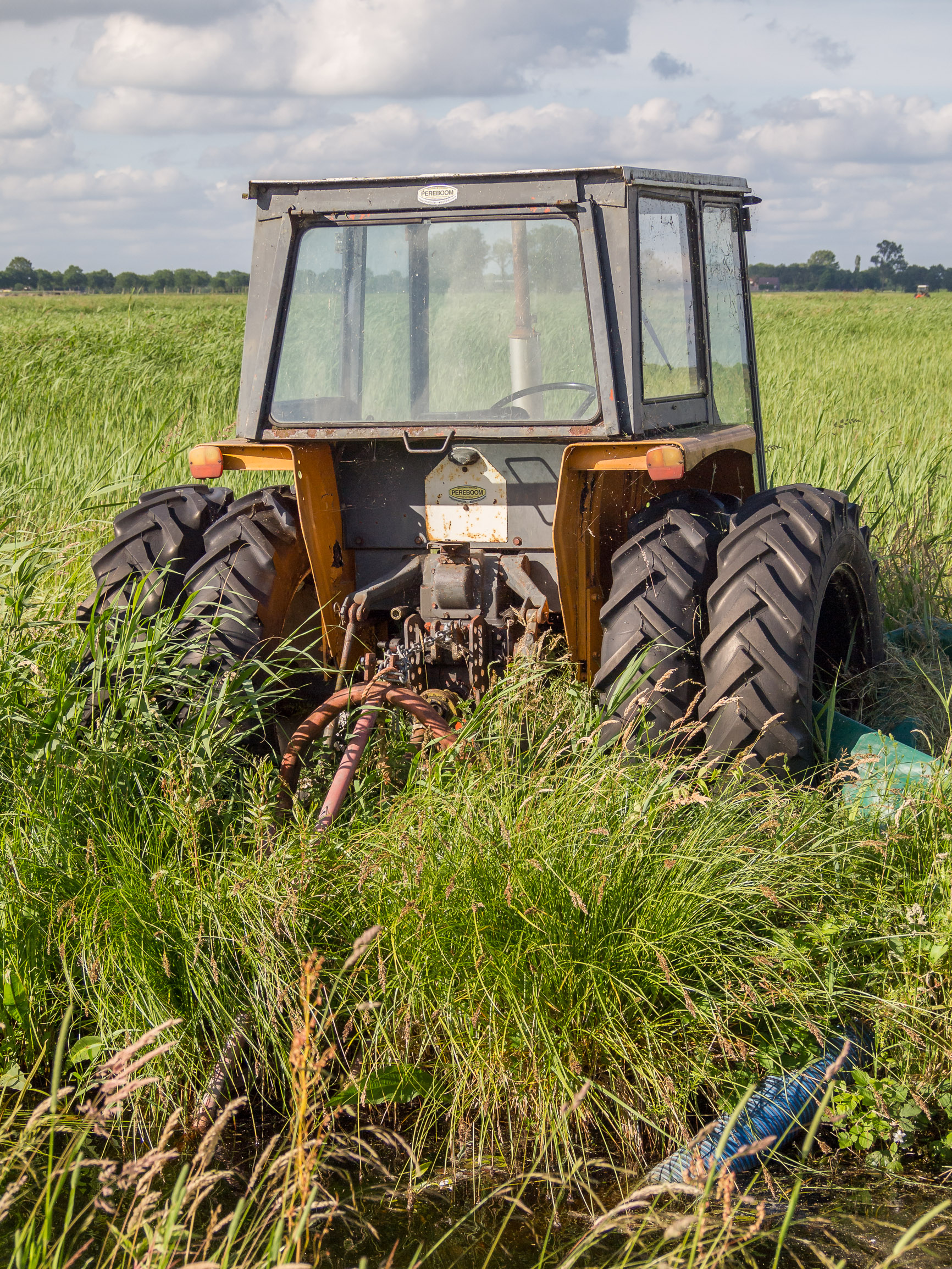
Tractor pompt water op in drassig graanveld

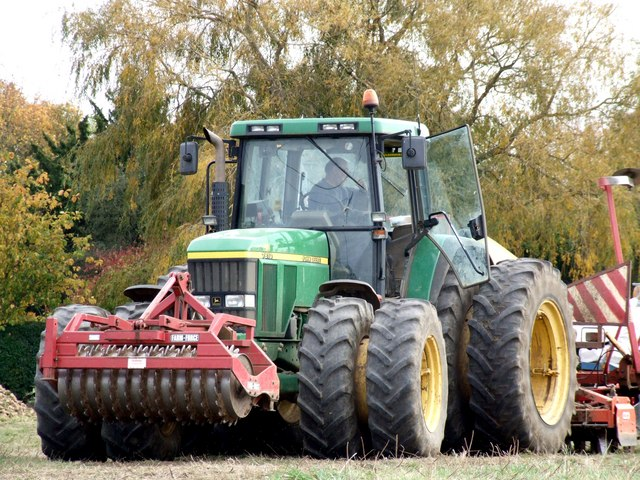
In elk wielstel van deze tractor zit een afstandshouder, zodat de bandendruk verlaagd kan worden zonder dat de bandwangen elkaar raken. De buitenste sturende wielen zijn aan de buitenkant sterk afgesleten. Het werktuig voorop is een roller om de grond te egaliseren.

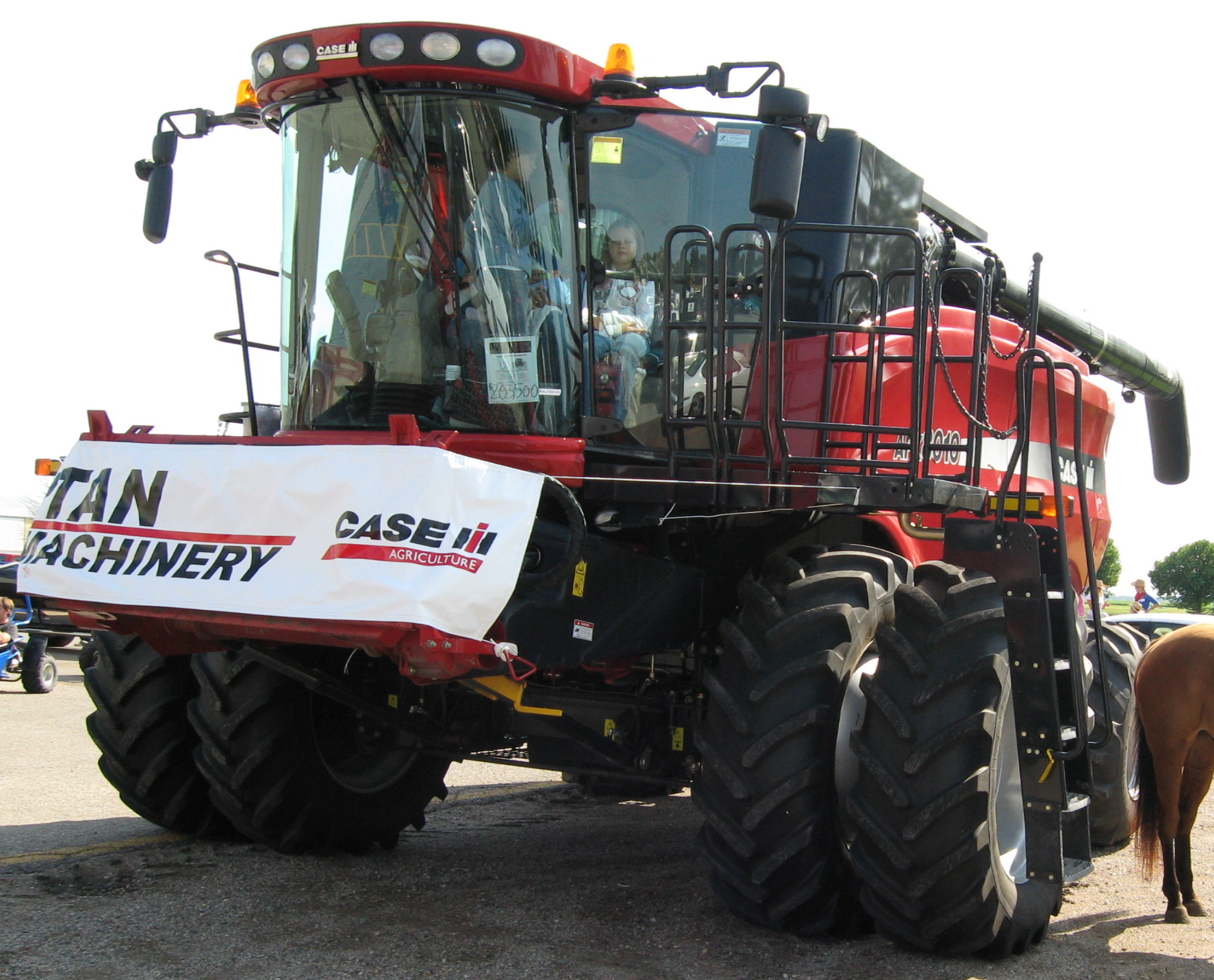
Maaidorser met dubbellucht op de aangedreven vooras. Bij deze oogstmachines sturen de achterwielen.

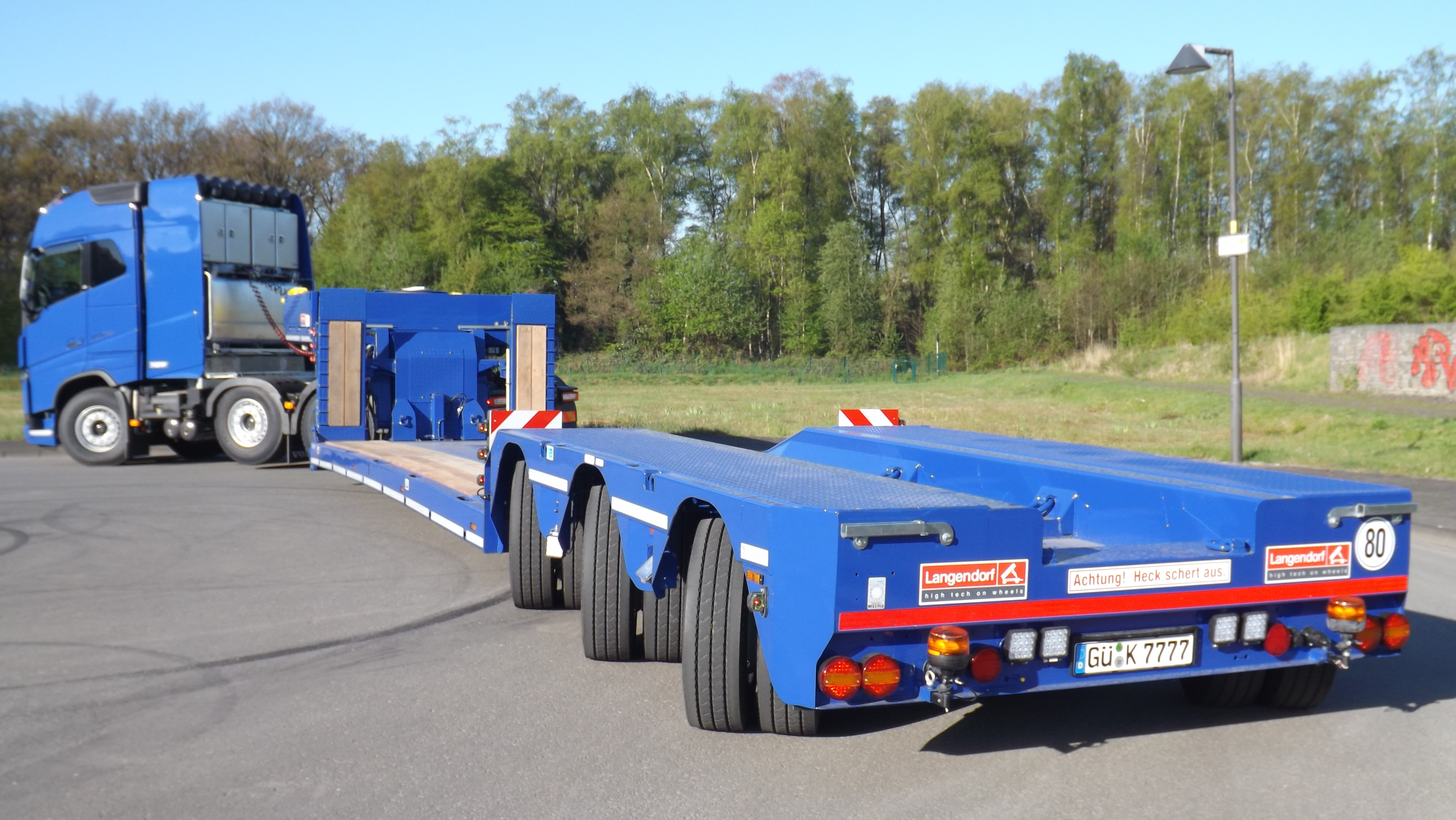
Bij opleggers voor speciaal transport is het niet ongebruikelijk dat alle assen meesturen

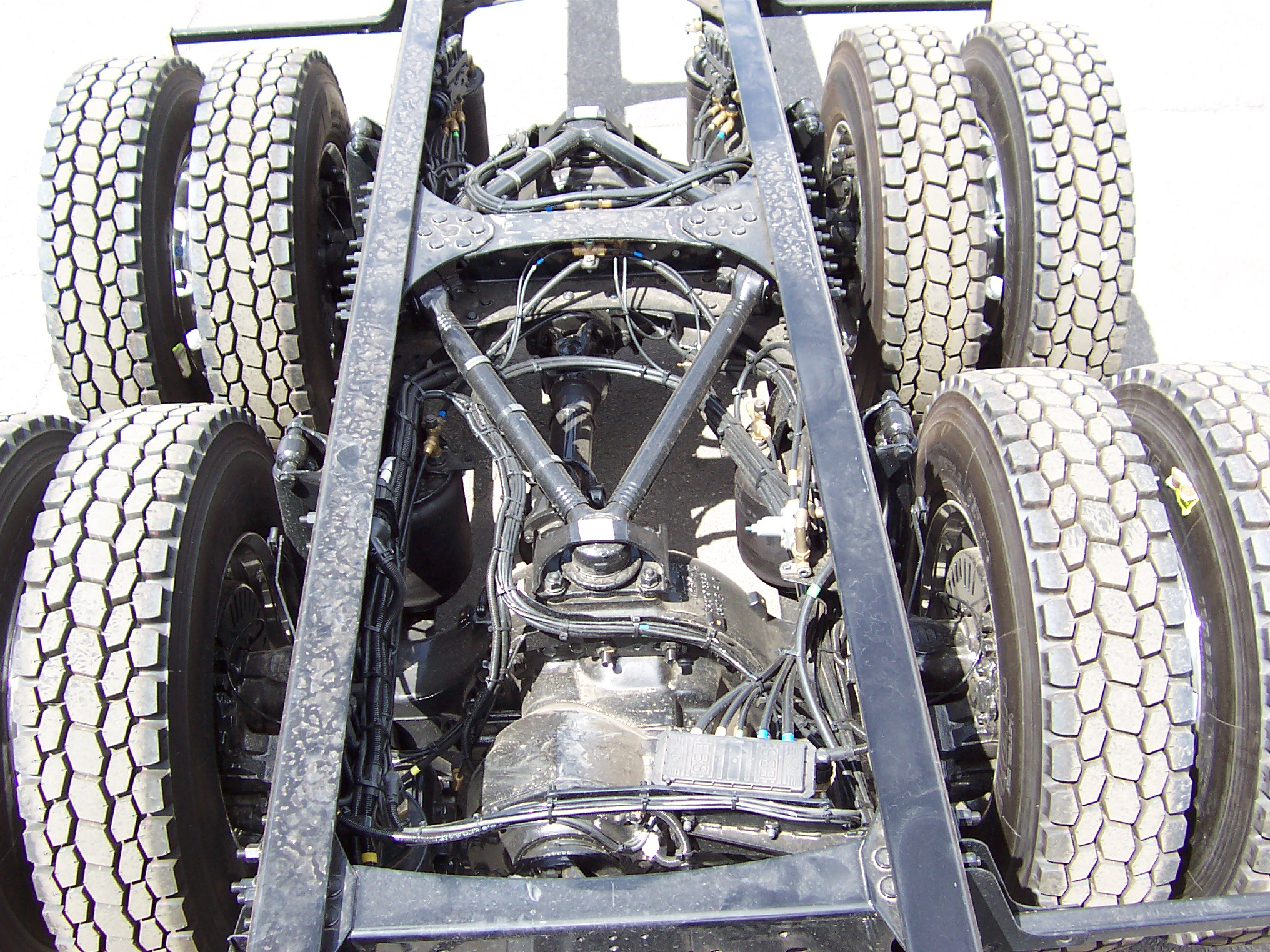
De twee aangedreven achterassen van een terreinauto. De achterkant van de auto is bovenaan de foto.

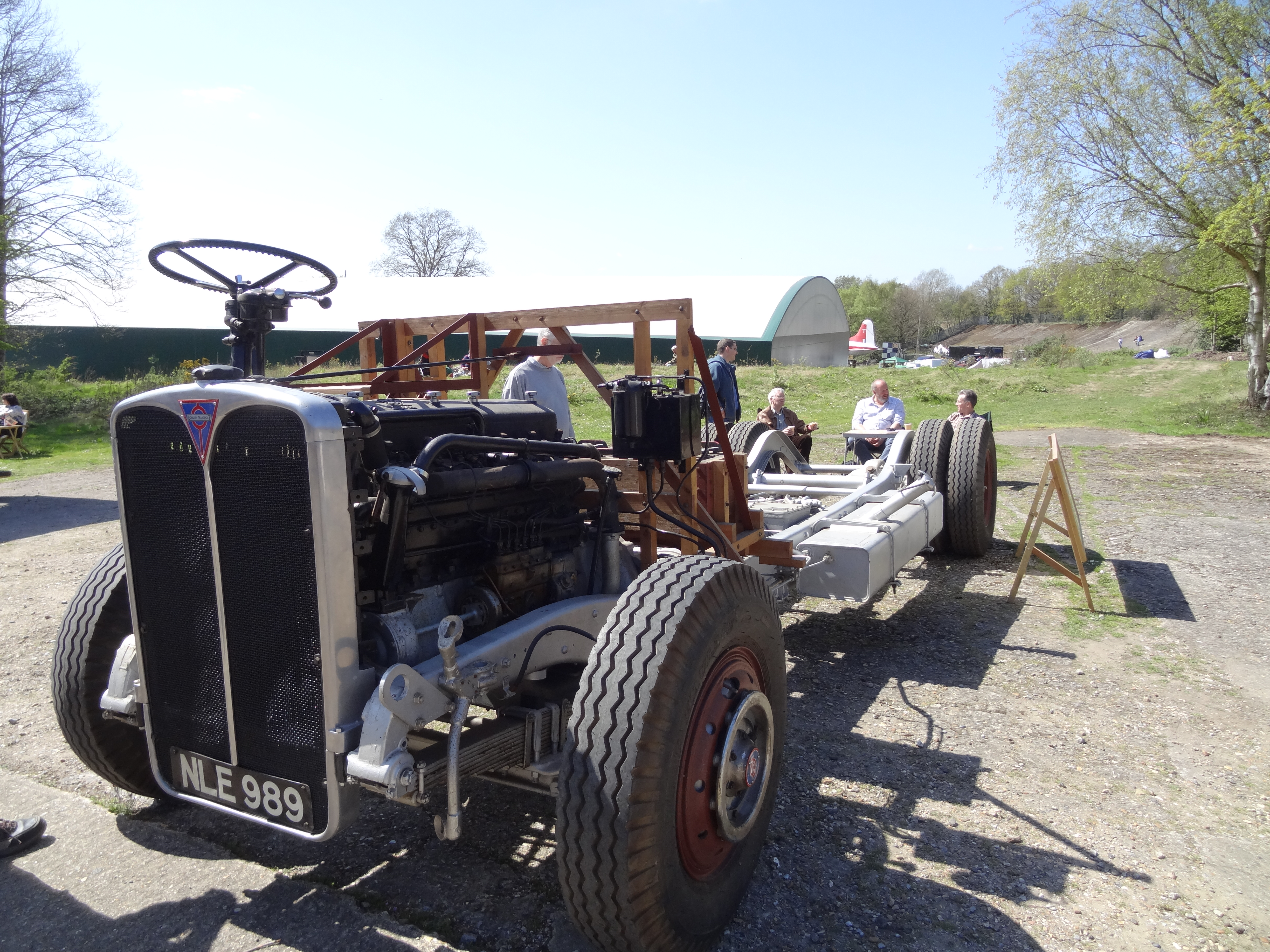
Onttakelde en gerestaureerde Engelse dubbeldeksbus

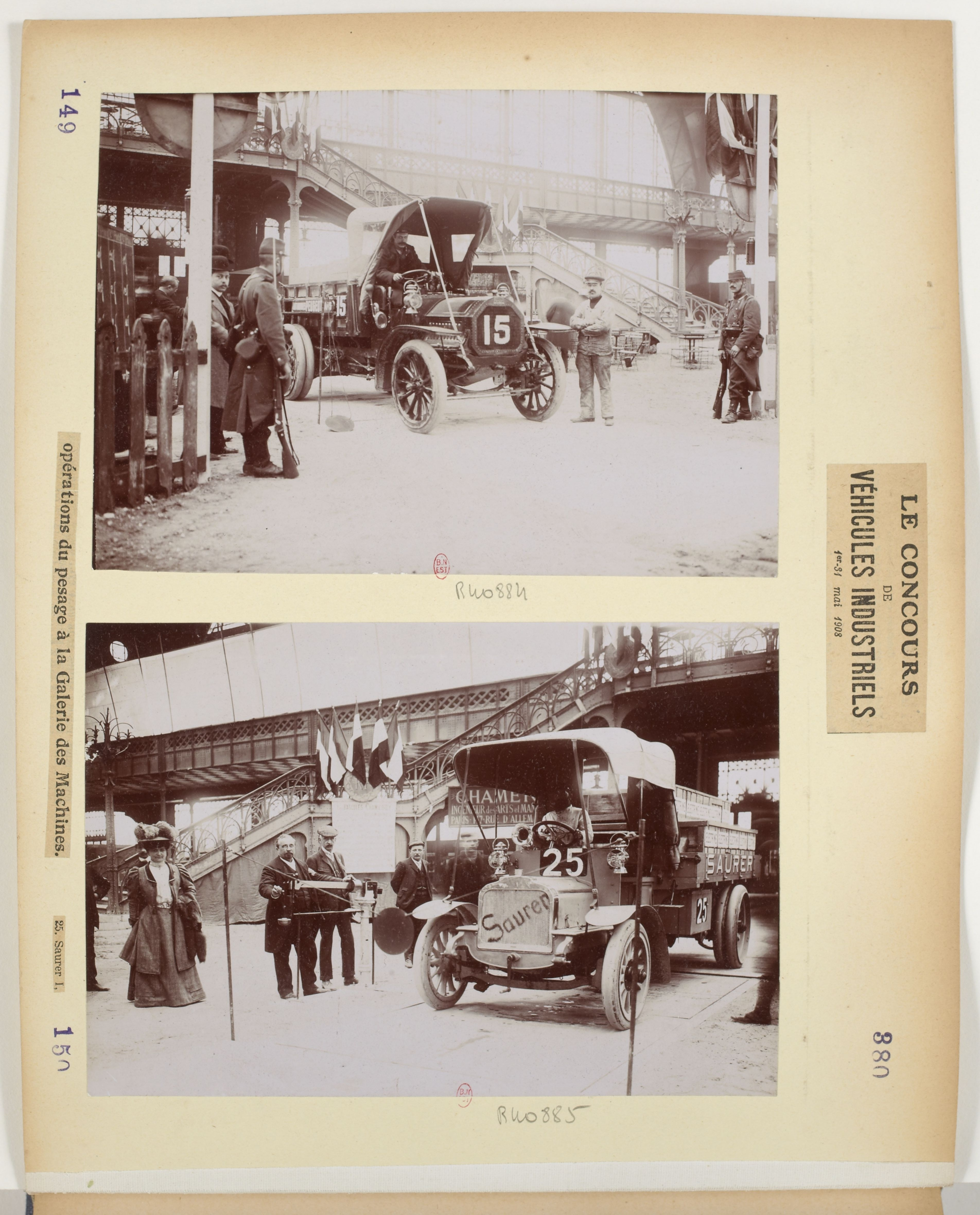
Twee vrachtwagens met dubbele luchtbanden op het Concours des véhicules industriels van 1908, gehouden in het Parijse Palais des Machines. De Saurer op de onderste foto won een bij het concours behorende wedstrijd van elf etappes. Van de 47 deelnemers haalden er 27 de finish.

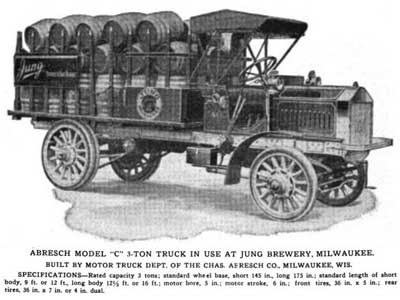
Deze Abresch-Cramer Model C 3 uit 1911 was blijkens de tekst leverbaar met enkele achterbanden van 7 inch (17,8 cm) of dubbele van twee keer 4 inch (10,2 cm)

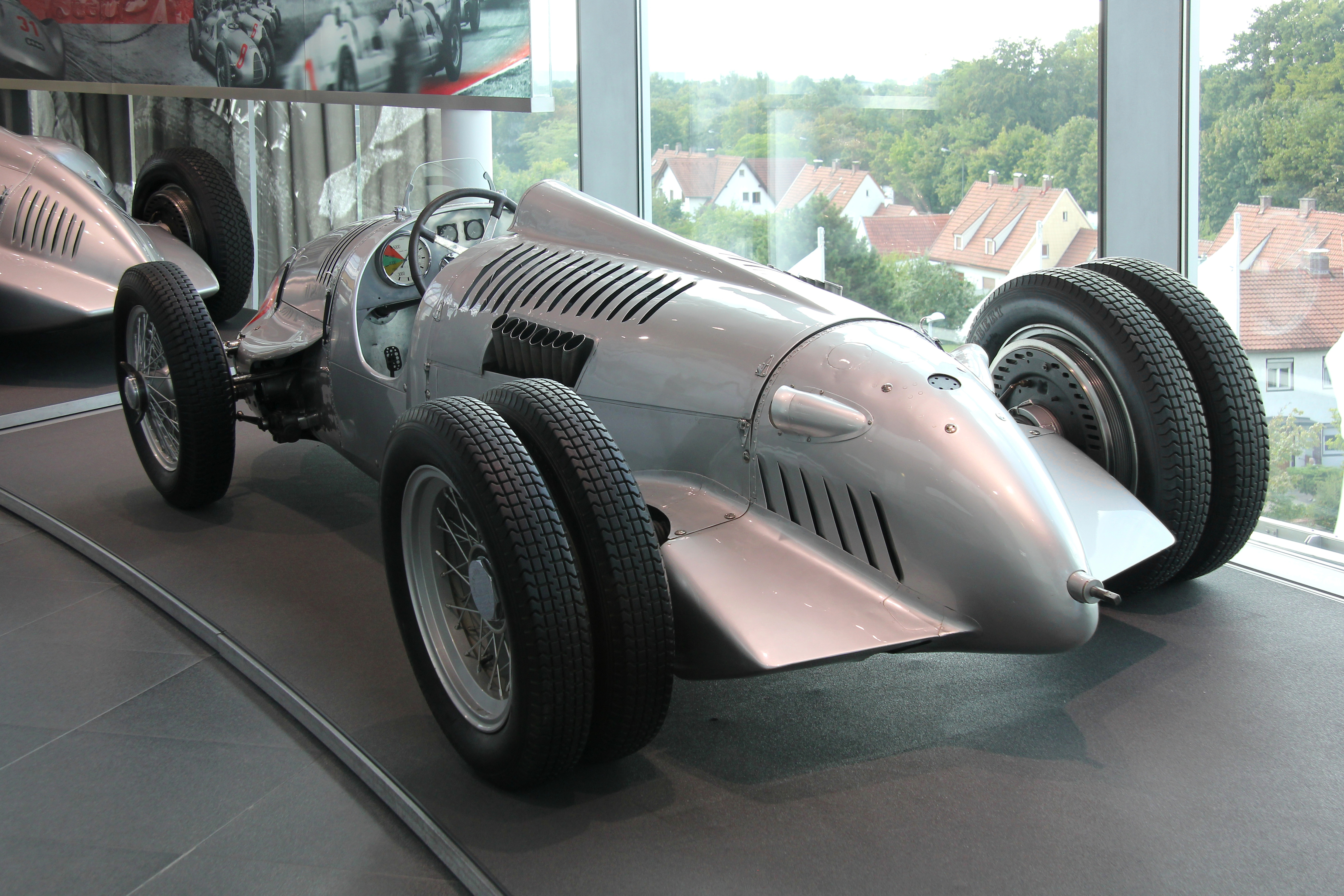
Auto Union voor heuvelklim: type C uit 1939 met dubbellucht. Ervoor staat een type D met enkellucht.

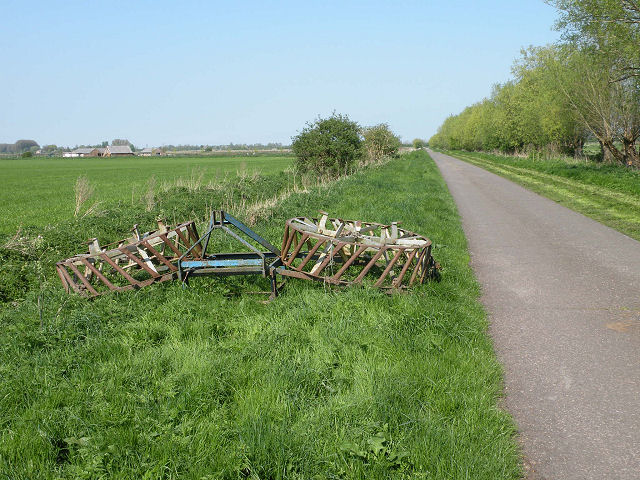
Kooiwielen van een tractor langs een drift in het Engelse Cambridgeshire. De uitsteeksels bovenop dienen voor bevestiging aan het hoofdwiel.

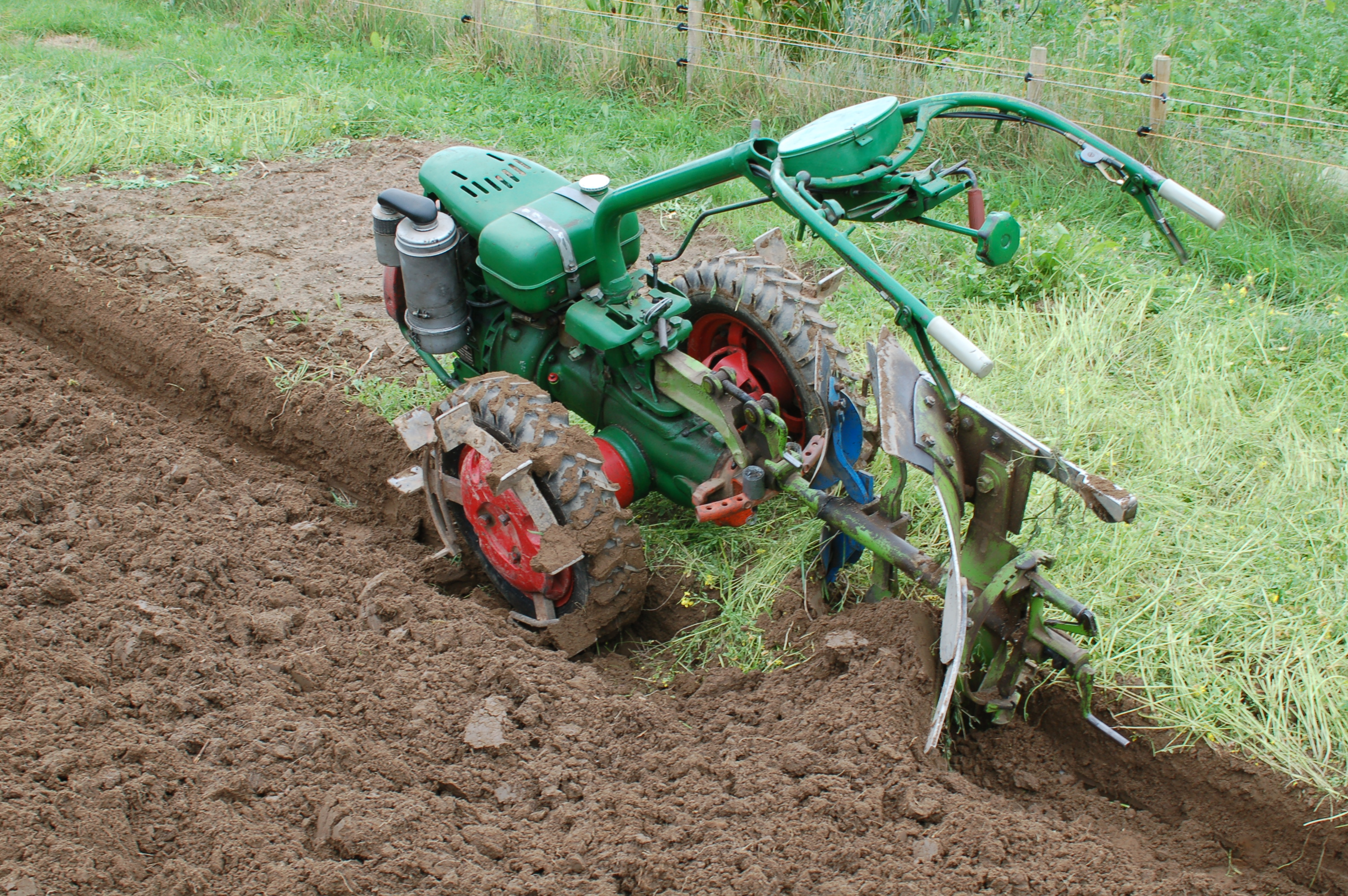
Kooiwielen aan een landbouwfrees met wentelploeg. Bij dergelijke lichte machines is drukverdeling niet nodig, de uitsteeksels van de kooiwielen dienen voor de grip. De rode bevestigingsplaat is tevens een wielgewicht, ook voor extra grip.

Dubbellucht is de aanduiding voor een as van een wielvoertuig, waar vier in plaats van twee wielen op gemonteerd zijn: aan elke kant een stel. De term wordt ook gebruikt om alleen dat wielstel aan te duiden. Tegenover dubbellucht staat enkellucht, een term die voornamelijk gebruikt wordt wanneer het onderscheid met dubbellucht belangrijk is.
Het 'lucht' in de benaming suggereert luchtbanden, maar dit artikel behandelt ook toepassingen met massieve banden en kooiwielen. 

## Geschiedenis en doel
Vanaf het begin van de twintigste eeuw werden banden paarsgewijs op één velg gemonteerd bij tractoren, tractiemachines en vrachtauto's. Dit gebeurde zowel met massieve banden als met luchtbanden. Tegenwoordig worden altijd twee aparte velgen gebruikt, die wel vast aan elkaar verbonden zijn. Michelin claimt in 1908 als eerste dubbele luchtbanden toegepast te hebben, maar op een foto die op 1907 gedateerd wordt, zijn ook al dubbele luchtbanden te zien.
In verschillende sectoren gelden verschillende overwegingen voor het gebruik van dubbellucht. In het wegtransport heeft het voornamelijk nadelen in dagelijks gebruik en onderhoud, maar het blijkt lastig te zijn om voor aandrijfassen (trekassen) van vrachtwagens enkelluchtbanden te ontwikkelen die voldoende veilig zijn bij een klapband en zwaar belast kunnen worden met behoud van rijeigenschappen. Bij bouwmachines wordt de keuze voor dubbellucht bepaald door de ondergrond waarop men werkt en door persoonlijke voorkeur. Bij tractoren en landbouwmachines is het ontzien van de ondergrond belangrijk. Een van de middelen daartoe is een extra stel wielen, maar de aandrijftrein kan daaronder lijden. Bij personenauto's is dubbellucht wel toegepast, maar nooit aangeslagen. Grotendeels geldt dit ook voor racewagens, maar dubbele wielen werden toegepast tussen de Wereldoorlogen, toen heuvelklimwedstrijden met enorme motorvermogens werden verreden op amper verharde wegen. Door betere bandentechniek is dubbellucht daarna verdwenen bij racewagens. In de jaren zeventig heeft Ferrari in de Formule 1 nog korte tijd geëxperimenteerd met dubbellucht om kleinere wielen te kunnen gebruiken, wat vooral de luchtweerstand verkleinde en ook een iets lager zwaartepunt gaf. De brede banden vervormden echter enorm, wat een onvoorspelbaar rijgedrag opleverde, zodat zelfs overwogen is om in elk wielstel een differentieel te plaatsen. De Ferrari 312T6 was bovendien zwaar en de zes wielen veroorzaakten veel meer problemen dan ze oplosten.

## Toepassing
Dubbellucht heeft twee belangrijke toepassingsgebieden:
- Voertuigen die over een ondergrond moeten rijden die slap is of weinig grip biedt, zoals bouwmachines, tractoren en andere landbouwmachines en terreinauto's.
- Voertuigen die zware lasten moeten vervoeren, vooral in het wegtransport.

### Doel en voordelen
Dubbellucht dient om de druk van de wielen op de ondergrond te beperken: het gewicht wordt verdeeld over een groter oppervlak. Daarbij is zowel de belasting van de band als die van de ondergrond een overweging.
Een voordeel in het dagelijks gebruik is, dat een klapband aan een dubbelluchtas geen directe noodsituatie oplevert: de auto gaat niet slingeren of scheeftrekken. Leeg of licht beladen kan men in een rustig tempo, niet veel meer dan stapvoets, verder rijden naar een stopplaats.

### Nadelen
De voornaamste nadelen van dubbellucht zijn brandstofgebruik en slijtage. Hoe dichter een autoband bij het midden van de as geplaatst is, des te meer tordeert (wringt) het karkas in bochten en schuurt het loopvlak over het wegdek. Zowel het karkas als het loopvlak van de binnenste band zullen dus versneld slijten, mede omdat de band daarbij warm wordt. De energie daarvoor is in laatste instantie afkomstig van de motor, dus dubbellucht kost meer brandstof. Nog meer bepalend voor het brandstofverbruik is de breedte van het geheel: dubbellucht geeft duidelijk meer rolweerstand en luchtweerstand dan enkellucht.
In de dagelijkse bedrijfsmatige inzet is het lastig om de ruimte tussen de banden en wielen van een stel te inspecteren. Roest en beschadigingen kunnen zich bij nalatigheid uitbreiden. Bij rijden op losse stenen of grind of in woestijnen kunnen de velgen en bandwangen op den duur beschadigd of doorboord worden door stenen die klem raken in de tussenruimte.
In de meeste toepassingsgebieden kost dubbellucht meer bouwbreedte dan enkellucht, maar het belang daarvan verschilt. Bij wegverkeer geeft enkellucht meer ruimte voor de lading en de plaatsing van technische componenten, bij tractoren levert enkellucht een smaller voertuig op en bij bouwmachines verschillen enkellucht en dubbellucht nauwelijks in breedte.

### Besturing
Bij voertuigen die in het normale gebruik langdurig rechtuit rijden, wordt dubbellucht vrijwel nooit toegepast op sturende voorassen. De al genoemde nadelen gelden versterkt voor de voorwielen: door het wringen en schuren zouden er enorme krachten op de stuurinrichting komen. Ook zou de besturing erg zwaar worden. Bij graafmachines en andere bouwmachines, die voortdurend in ruw terrein wenden en keren, gelden andere overwegingen (zie verderop) en men ontwerpt de stuurinrichting naar de zware belasting die te verwachten is. Verder sturen deze machines niet via een vast mechaniek, maar indirect, veelal hydraulisch, zodat de machinist de stuurkrachten niet zelf hoeft te overwinnen.

## Toepassingsgebieden

### Wegtransport
Doordat allerlei voertuigonderdelen vanaf het laatste kwart van de twintigste eeuw geoptimaliseerd zijn voor kostenreductie, sprongen de slijtage, rolweerstand en luchtweerstand van dubbellucht steeds meer in het oog. De noodzaak van dubbellucht op vrachtwagens werd vanaf de jaren negentig minder, doordat het bandenfabrikanten lukte om in serie geproduceerde banden een steeds groter draagvermogen te geven. Uiteindelijk konden ook vrachtwagens van veertig of vijftig ton, die tot dan vrijwel standaard op dubbellucht stonden, uitgevoerd worden met enkellucht. Deze nieuwe generatie banden werd aangeduid als supersingles. Een supersingle is vrij breed, maar veel smaller dan een dubbellucht-stel met hetzelfde draagvermogen en ook lichter, het verschil kan oplopen tot bijna tweehonderd kilo per as. De keuze moet bij de aanschaf van de wagen gemaakt worden en hooguit door het monteren van een andere as kan men nog wisselen. Het simpelweg toevoegen of weglaten van wielen leidt tot krachten op de lagers en wielophanging waar deze niet op berekend is.

#### Trekassen
Trekas is in het wegvervoer de gangbare aanduiding voor een aangedreven as. Trekassen van zware trekkers zijn nog altijd vaak in dubbellucht uitgevoerd. Anno 2006 was enkellucht nog in de testfase en waren er nog problemen met techniek, veiligheid en logistiek te overwinnen. De winst in brandstofverbruik zou echter belangrijk zijn, men hoopte op reducties van twee tot tien procent, mede afhankelijk van de rijstijl van de chauffeur. Bij bestelwagens en lichte vrachtwagens is inderdaad een tendens naar enkellucht ingezet, maar bij vrachtwagens vanaf twaalf ton is dubbellucht anno 2019 nog steeds de norm.

#### Meesturende assen
Veel zware vrachtwagens en opleggers hebben meerdere achterassen waarvan er een of twee meesturend zijn. Vaak zijn die uitgevoerd in enkellucht, zelfs als de andere assen in dubbellucht zijn. De redenen zijn dezelfde als bij sturende voorassen, alleen minder zwaarwegend, omdat de stuuruitslag alleen in scherpe bochten noemenswaard is.

#### Chassis
Vergeleken met dubbellucht heeft enkellucht een kleinere bouwbreedte, wat een breder chassis toestaat, dat torsiekrachten en buiging beter kan opvangen. In bepaalde transportsectoren heeft een speciaal voor enkellucht ontwikkeld ladderchassis daarnaast ook duidelijke voordelen bij de inzet. Het biedt ruimte voor het lager monteren van technische componenten en het lager plaatsen van de lading, of voor extra lading. Bij stukgoed en containertransport speelt dit nauwelijks een rol, omdat de lading boven het chassis staat, maar bij veel tankauto's en ander bulktransport is dit belangrijk, omdat elke centimeter benut kan worden voor extra lading, zowel bij zelfdragende tanks als tussen de langsdragers van een ladderchassis. Voor tanks die druk moeten kunnen weerstaan is het voordeel kleiner, omdat die alleen gebouwd mogen worden met een ronde of elliptische dwarsdoorsnede. Wel kan hier de tank enkele centimeters lager geplaatst worden voor een lager zwaartepunt en een betere wegligging. Dat draagt bij aan de veiligheid, want bij vervoer van vloeistoffen is de wegligging een probleem, vanwege het klotsen en slingeren van de lading, wat zelfs met tussenschotten niet helemaal te voorkomen is. Een lager zwaartepunt maakt de auto beter hanteerbaar en voorspelbaar voor de chauffeur.
De marktvraag heeft ertoe geleid dat tankopleggers vrijwel uitsluitend nog verkocht worden met een breed ladderchassis of in zelfdragende uitvoering, beide in combinatie met enkellucht. In andere sectoren is de opmars van enkellucht minder uitgesproken, mede omdat een smal chassis de keuze biedt tussen inzet met assen voor enkellucht of dubbellucht.

##### Smal in Zwitserland
In Zwitserland mochten wegvoertuigen tot in de tweede helft van de twintigste eeuw niet breder zijn dan 2,30 meter en zijn nog altijd veel tunnels en lokale wegen ingericht voor deze breedte. Het was gangbaar om de voertuigbreedte te beperken door opleggerframes voor dubbellucht uit te rusten met korte assen voor enkellucht. Door het verdwijnen van een wielstel werd het laadvermogen minder, maar dat was vaak geen probleem, omdat ook de toegestane voertuiggewichten lager waren dan elders.
Anderzijds werden er speciaal voor de Zwitserse markt smalle chassis gebouwd, onder andere door de Zwitserse fabrikant Saurer. Zo werd de Saurer D330 in de jaren tachtig voor militair gebruik geleverd met dubbellucht en een chassisbreedte van slechts 0,72 meter. Ter vergelijking: een hedendaags ladderframe voor een tankoplegger met enkellucht is met 1,45 meter twee keer zo breed.

#### Regelgeving
Bij het bepalen van de spoorbreedte wordt het dubbelluchtstel als een enkel wiel beschouwd. De officiële spoorbreedte is dus de afstand tussen de hartlijnen van de stellen.
Op onverharde wegen is maximaal 2400 kg wieldruk toegestaan, waarbij dubbellucht geldt als één wiel.
Er bestaan speciale sneeuwkettingen die ruim genoeg zijn om beide banden van een dubbelluchtstel te omvatten, maar een ketting om een van de wielen van het stel volstaat voor de wet. Het buitenste wiel is goed bereikbaar en het omleggen gaat makkelijk als de binnenste wielen op een lage bok of balk worden gereden.

### Bouwmachines
Evenals in het wegtransport heeft een nieuwe generatie banden een tendens naar enkellucht ingeleid, zij het enkele decennia later. Bij bouwmachines speelde het draagvermogen van de banden meer indirect een rol. Hier gaat het om het draagvermogen van de ondergrond, daardoor moeten hedendaagse enkelluchtbanden dezelfde oppervlakte bieden als hun dubbele voorgangers samen. Dit leidt tot enorm brede banden, die elastisch genoeg moeten zijn om over onregelmatig terrein te rijden, maar stevig genoeg om de druk te verdelen zonder los te komen van de velg. De keus tussen dubbellucht en enkellucht wordt gebaseerd op de ondergrond waarop voornamelijk gewerkt zal worden en is deels een kwestie van persoonlijke voorkeur. In Nederland, met zijn slappe grond, stond in 2014 meer dan de helft van de verkochte graafmachines op enkellucht, bij sommige merken oplopend tot negentig procent. In de omringende landen was dubbellucht toen nog steeds gebruikelijk.

### Tractoren en landbouwmachines
Tractoren worden vrijwel altijd met enkellucht afgeleverd, maar voor slappe of gladde ondergrond, zoals veel voorkomt in Nederland, is het toevoegen van een extra set achterwielen vaak mogelijk. Het is wel bekend dat dit op verharde wegen tot meer slijtage aan de wiellagers leidt. Ook moeten de steekassen en de tandwielen van het differentieel tegen de extra krachten bestand zijn. Op onverhard land speelt dit nauwelijks, doordat dit wielslip toelaat, zodat de krachten worden afgeleid naar de bodem. Het voornaamste voordeel van een extra stel wielen is, dat de tractor minder wegzakt in de grond, zodat de structuur en doorlatendheid van de bodem beter intact blijven. Hoe groter het contactvlak, des te lager de druk en des te minder de bodem verdicht wordt. Het biedt dus voordelen om op grote wielen met brede banden en lage druk te rijden. Er zijn verschillende manieren om dit te bereiken, zoals brede banden en luchtdrukwisselsystemen, maar dubbellucht is een goedkope oplossing. Met het verwijderen van de buitenste wielen is het voertuig vrij snel aan te passen aan andere omstandigheden, ook doordat er montagesystemen zijn ontwikkeld waarbij alle bevestigingspunten van het extra wiel tegelijk los- en vastgemaakt kunnen worden.. Er is zelfs een hydraulisch hefsysteem op de markt, dat de losgemaakte wielen achter de cabine van de tractor zwenkt, met prijzen rond de 10 000 euro in 2018. De wielen kunnen zelfs meegenomen worden als de tractor een aanhanger of werktuig trekt.
Met een lage bandenspanning zijn er meer dagen waarop slap en nat land zonder schade te bewerken is en het scheelt vijftien tot twintig procent in brandstofverbruik door vermindering van de wielslip. Op verharde weg leiden zachte banden echter tot bandenslijtage en een hoger verbruik. Daarom zijn er luchtdrukwisselsystemen ontwikkeld, waarmee de bandenspanning elektronisch geregeld kan worden. Deze hebben echter nadelen in combinatie met dubbellucht. Niet alleen is het systeem complexer met vier in plaats van twee wielen, maar de druk in dubbele banden mag ook slechts beperkt verlaagd worden. De bandwangen mogen elkaar namelijk niet raken, omdat dit leidt tot schade aan het karkas. Zoals op een van de foto's te zien is, kan dit opgelost worden door afstandhouders tussen de wielen, maar dat versterkt de problemen rond belasting en slijtage. Toch wordt deze oplossing toegepast, zelfs met drievoudige wielen.

#### Kooiwielen
In het begin van de twintigste eeuw waren luchtbanden nog niet beschikbaar in het formaat dat een tractor nodig heeft, terwijl massieve rubberbanden onvoldoende grip boden. Boeren gebruikten toen kooiwielen. Dit zijn wielen die uit een metalen staketsel zonder band bestaan. Met vlakke lamellen verdeelden ze de wieldruk over de bodem en met nokken die haaks in de grond staken leverden ze grip. In de sawa's van Zuidoost-Azië worden ze nog steeds gebruikt.
Kooiwielen trilden op harde ondergrond het wegdek en het mechaniek kapot en maakten een hels kabaal. Ook waren ze kwetsbaar en gevaarlijk als er iets in haakte, bijvoorbeeld een metalen pen of een steen. Daarbij konden bovendien hoge piekbelastingen op wiellagers en differentieel optreden. Bovenal bleken de luchtbanden op den duur superieur voor grip en druk, wat in Nederland, dat veel slappe grond heeft, belangrijk is.
In aangepaste vorm hebben kooiwielen het vanaf de opkomst van de luchtband in de westerse landbouw toch nog een halve eeuw uitgehouden, doordat ze gebruikt werden als dubbelstel bij luchtbanden, wat enigszins het lawaai en de trillingen enigszins in toom hield. Pas in de loop van de jaren tachtig zijn ze ook in deze toepassing verdwenen. Bij zeer grootschalige landbouw op zandige grond bewezen ze hun diensten, maar de markt gaf in het algemeen de voorkeur aan dubbele luchtbanden. Hoewel kooiwielen wel gebruikt werden, hadden ze voor tractoren in Nederland maar een beperkte waarde.
Kooiwielen hielden hun nut voor landbouwfrezen, die zo licht zijn dat ze de grondstructuur niet beschadigen. Vaak werden deze zelfs uitgerust met wielgewichten voor meer wieldruk om extra grip te krijgen. Deze kleine machines werden gebruikt in de kleinschalige tuinbouw, maar die is in Noordwest-Europa niet meer rendabel.